# SHOWROOM (ストリーミングサービス)
SHOWROOM（ショールーム）は、SHOWROOM株式会社が運営する、iOS端末やAndroid端末、PCからライブ配信および視聴を行えるストリーミングサービスである。

## 概要
『仮想ライブ空間』をキャッチコピーとするSHOWROOMは、アイドルやタレントがライブ配信して視聴者とコミュニケーションを楽しむウェブサイトとして2013年11月25日にサービスを開始した。配信画面もライブステージをイメージしたレイアウトや演出が施されている。配信の第一号は栗原ひとみ（CoverGirls）、ほのか（みんなのこどもちゃん）、加音綾那、アイドリング!!!の派生ユニット「アイドリングNEO」など。
サービス当初はDeNA本社スタジオからの公式放送や、芸能人による配信のみが行なわれており、一般ユーザーが配信することはできなかった。2014年9月13日からは、会員登録した全ての一般ユーザーが自由に配信可能となり、加えて、配信者の貢献度に応じてSHOWROOM全体の売上から金銭を分配する制度も導入された。
視聴者の姿は配信画面上にアバターで可視化されており、配信者に対するコメントや『ギフティング（ギフトアイテムを投げる）』によって配信を賑やかせることができる。ギフトアイテムには無料のものと有料（アイテム課金）のものが存在する。
会員登録やログインをしなくても配信を視聴することは可能。コメントを書き込んだり、ギフトアイテムを投げたり、自ら配信するには会員登録（無料）およびログインが必要になる。月額課金などの有料会員システムはなく、配信する際にも料金は掛からない。
見逃し配信などは行われない。
アメリカのアプリ調査会社アップアニーの2017年9月13日発表資料によると、2017年上半期動画配信アプリランキングにおいて国内収益1位である。
代表の前田裕二は、若手起業家。
AKBグループ、坂道シリーズなどのアイドル、LIVE、お笑い、JUNON、アニメ、バーチャルキャラクターなど多彩なジャンルの番組を配信している。
2019年2月にはジャニーズ事務所との「バーチャルジャニーズプロジェクト（VJP）」がスタート。プロデュースはSHOWROOM代表の前田が務め、ジャニーズ初のバーチャルアイドルがデビュー。
アプリは累計約320万ダウンロード。会員登録者数は約160万人。

### イベント
SHOWROOMでは、配信者として参加できるさまざまなイベントやオーディション企画が日々開催されており、視聴者からの支持（ギフトアイテムやコメント）を多数受けて配信が盛り上がるといろいろな特典や賞品が得られる仕組みになっている。各プロダクションと業務提携したイベントや共同オーディションでは「各メディアへの掲載権・出演権」「楽曲提供」などの特典が得られるものも存在する。
| 期間                           | イベント名 |
| ------------------------------ | --- |
| 2014年12月31日                 | @JAM×SHOWROOM共同プロジェクト始動 |
| 2015年7月10日 - 31日           | 「スターダスト☆オーディション2015 ～ガールズ編～」開催                                                                                          |
| 2015年9月16日                  | JOL原宿とのタイアップ企画「イケメン*station」がスタート                                                                                         |
| 2015年12月27日                 | スターダストプロモーション声優部門オーディション募集                                                                                            |
| 2016年1月13日                  | 青二プロダクション × SHOWROOM 明日の声のスター応援プロジェクト開始                                                                              |
| 2016年2月17日 - 3月15日        | 「avex × SHOWROOM 声優アーティストオーディション Supported by Decoo」                                                                           |
| 2016年4月9日                   | テレビ朝日「EXD44」× SHOWROOM |
| 2016年4月12日 - 5月1日         | 第7回「ミスヤングチャンピオン・オーディション」3次選考（SHOWROOM部門）を実施                                                                    |
| 2016年6月24日                  | 「コロムビアアイドルオーディション 2016」を実施                                                                                                 |
| 2016年9月30日                  | 代々木アニメーション学院及びTBSラジオ番組「ガリンペイロ」との連携企画                                                                           |
| 2016年10月22日、29日           | 秋元康が総合プロデュースし、アニプレックスとソニー・ミュージックレコーズと共に手がける2次元アイドルグループのメンバー募集オーディション特別番組 |
| 2016年10月21日 - 11月27日      | Popteen × SHOWROOMモデルオーディション |
| 2016年11月2日                  | フジテレビ情報バラエティー番組『#ハイ_ポール』とコラボレーション                                                                                |
| 2016年11月11日 - 27日          | 「Cygames presents RIZIN FIGHTING WORLD GP2016」ラウンドガール「RIZINガール」オーディション実施                                                 |
| 2016年12月12日 - 25日          | ソニー・ピクチャーズ DVD製作権争奪オーディション＠SHOWROOM                                                                                      |
| 2017年1月1日 - 3月30日         | スターダストプロモーション芸能3部とコレボレーションしたプライベートオーディションを開催                                                         |
| 2017年1月10日                  | 『TIF2017全国選抜LIVE Powered by ニッポン放送』連動企画                                                                                         |
| 2017年1月23日 - 29日           | KOBE COLLECTION 2017 S/S 出演権争奪オーディション                                                                                               |
| 2017年5月25日 - 8月6日         | bis創刊号モデルオーディション |
| 2017年10月19日 - 26日          | テレビ朝日『スマートフォンデュ』×「SHOWROOM」出演者オーディション                                                                               |
| 2017年11月9日                  | 「逢田梨香子 × くまのがっこう」コラボプロジェクト                                                                                               |
| 2017年11月22日 -               | 「TIF2018 全国選抜LIVE 出演オーディション」 |
| 2017年12月26日 - 2018年2月17日 | 池田美優プロデュース！神戸コレクション×SHOWROOMオーディション                                                                                   |
| 2018年2月16日 - 3月4日         | 雑誌『sweet』出演 + イベントレポーター権オーディション                                                                                          |
| 2018年1月24日 -                | 『ベストジーニスト』×『SHOWROOM』オーディション                                                                                                 |
| 2018年1月26日 - 2月4日         | 「丸井グループ × SHOWROOM」アニメーションCM 声優オーディション                                                                                  |
| 2018年2月1日、2日              | 豪華芸能人のプライベート24時間生配信“西野は新成人を救う”                                                                                        |
| 2018年2月3日、4日              | 堀江貴文 SHOWROOM 39時間密着放送 |
| 2018年2月9日 - 18日            | 福岡アジアコレクション × SHOWROOM出演権オーディション                                                                                           |
| 2018年2月23日                  | ⾖腐プロレスThe REAL 2018 WIP QUEENDOM in 愛知県体育館 SHOWROOM裏生配信                                                                         |
| 2018年10月25日 -               | 【AVATAR2.0プロジェクト】『最強バーチャルタレントオーディション～極～』開催                                                                     |

## 沿革
- 2013年
  - 11月25日 - 株式会社ディー・エヌ・エーの事業としてPC（ブラウザ）版サービス開始。
  - 12月20日 - Android版アプリ サービス開始。
- 2014年
  - 1月14日 - iOS版アプリ サービス開始。
  - 6月10日 - 番組視聴ボーナスとして無料ギフトアイテム獲得機能の追加。
  - 7月10日 - フジテレビとの共同事業開始。
  - 8月6日 - ソニー・ミュージックエンタテインメントと業務提携。     
  - 9月13日 - 無料会員登録したすべてのユーザーが配信可能となる。
  - 10月1日 - アマチュア専用ギフトアイテムと有料ギフトの1ユーザー10分で10万ゴールドまでの利用制限追加。
- 2015年
  - 2月9日 - 動画上部に表示される最大25文字のテロップ機能追加。
  - 5月18日 - 無料ギフトアイテムの獲得数制限追加。
  - 8月3日 - 株式会社ディー・エヌ・エーの会社分割によりSHOWROOM株式会社を設立し、当日から当サービスの運営を承継[9]。
- 2016年
  - 9月7日 - ライブストリーミングからECサイトへ誘導する「SHOPROOM」を開始。
  - 12月28日 - SHOWROOMアプリがアプリ分析プラットフォームApp Apeの「2016年を代表する100アプリ」に選出。
- 2018年
  - 1月24日 - バーチャルSHOWROOMER・東雲めぐ（しののめ めぐ）を発表。
  - 9月7日 - 「VRoid Studio」×「SHOWROOM」 VRoid初の共同事業『AVATAR2.0』を開始。
  - 11月13日 - スマホ1台でバーチャルキャラクターになってライブ配信できる「SHOWROOM V」を提供開始[10]。
  - 12月19日 - 第一興商と提携し、「カラオケ」機能をリリース。
- 2019年
  - 3月 - VRライブ配信サービス「SHOWSTAGE」β版を開始[11]。
  - 9月24日 - 本社を東京都渋谷区円山町に移転。
  - 11月21日 - 資金調達額と株式譲渡の対価をあわせて総額31億円に達する。電通、ニッポン放送、ドリームインキュベータ、GMOインターネット、アカツキなど7社がSHOWROOMの更なる事業の発展を目指すために資金調達を実施、ディー・エヌ・エーが保有するSHOWROOMの株式の一部譲渡を行った[12]。
  - 12月5日 - ジェイ・ストームと資本業務提携を締結[13]。
- 2020年
  - 1月29日 - バーチャルタレントの新たな機会を創出する目的としてコミュニティーサービス「SRV GUILD」を開始[14]。
  - 5月22日 - 公式配信者向けに有料ライブ配信機能「プレミアムライブ」を提供開始[15]。
  - 7月3日 - カルチュア・コンビニエンス・クラブ、KDDI新規事業育成3号投資事業有限責任組合、SBI AI＆Blockchain投資事業有限責任組合、テレビ朝日ホールディングスの4社に対して、ディー・エヌ・エーが保有するSHOWROOM株式の一部譲渡。この株式譲渡により、SHOWROOMはディー・エヌ・エーの連結子会社から外れ持分法適用会社となる[16]。
  - 7月27日 - 1on1イベント専用アプリ「SHOWROOM Meet」をリリース[17]。
  - 9月8日 - 株式会社マイナビと資本業務提携を締結[18]。
  - 10月22日 - KDDI株式会社のサポート体制のもと、スマートフォンでの視聴に特化したプロクオリティのバーティカルシアターアプリ「smash.」の提供を開始[19]。
  - 10月16日 - ゲーム実況アプリ「SHOWROOM Gaming」iOS版をリリース[20]。
- 2021年
  - 2月8日 - 一般企業に向けにビジネスシーンに特化したライブ配信機能「SHOWROOMビジネスパッケージ」を提供開始[21]。
  - 2月22日 - 悪質コメントを検知し、投稿される前にブロックするコンテンツモデレーションAI機能を搭載[22]。
  - 2月22日 - ゲーム実況アプリ「SHOWROOM Gaming」Android版をリリース[23]。
  - 5月7日 - 韓国エンターテインメントライフスタイルプラットフォーム企業HYBEと資本業務提携を締結[24]。
  - 5月7日 - Tポイント・ジャパンが展開する共通ポイントサービス「Tポイント」と連携[25]。
  - 12月16日 - 株式会社air works、株式会社MBS イノベーションドライブ、株式会社ドワンゴ、株式会社バンダイ、株式会社バンダイナムコエンターテインメント、株式会社ローソンエンタテインメントと資本業務提携[26]。
- 2022年
  - 1月14日 - 株式会社ビックカメラ（ビックイノベーションキャピタル）と資本業務提携[27]。
  - 3月1日 - 株式会社ブシロードと資本業務提携[28]。
  - 6月22日 - 株式会社オリエントコーポレーション、株式会社クムナムエンターテインメント、株式会社ゼンリンフューチャーパートナーズ、株式会社QTnet、九州朝日放送株式会社と資本業務提携[29]。
  - 8月2日 - 株式会社レガルシーが運営するナイトワーカー向けサービスのLuLINE(ルライン) とアライアンスを締結[30]。
  - 9月 - バーティカルシアターアプリ「smash.」にてライブストリーミング機能「smash. LIVE」の提供を開始[31]。
  - 9月30日 - 仮想ライブ空間「SHOWROOM」にて、全てのアイドルを対象に「アイドル専用ジム iウェルネス」の提供を開始[32]
- 2023年
  - 1月17日 - バーチャルジャンルに特化した特設ページの提供を開始[33]。
  - 6月30日 - 株式会社オリエントコーポレーションと提携し、3券種のオリジナルクレジットカード「SHOWROOM CARD」を発行[34]。
  - 7月4日 - イラスト1枚からでも手軽に動きのあるSHOWROOM配信が可能となるVライバー向けPC配信盛り上げツール「ペライブ」の提供を開始[35]。
  - 7月5日 - KDDI株式会社と”推し活”を楽しむお客様を応援する大型アイドルプロジェクト「MY IDOL SCRAMBLE」を開始[36]
  - 9月6日 - 東日本放送と連携し、東北地方を舞台にライバーを育成・発掘する新プロジェクトをスタート[37]
  - 9月21日 - 株式会社AOI Pro.、株式会社ピアラ、株式会社ポニーキャニオン、株式会社エースクルー・エンタテインメントと共同で新規IPプロジェクト「らぶフォー」を発表[38]
  - 10月2日 - KDDI株式会社と協業し、さまざまな推し活グッズとpovo2.0のデータをセットにした商品をEC販売システム「SHOWROOMショップ supported by povo」にて販売開始[39]
- 2024年
  - 2月 - 九州朝日放送株式会社と連携し、『音楽』をテーマにしたバーチャル専門学校企画「KBC VIRTUAL SCHOOL supported by SHOWROOM」を始動[40]
  - 4月 - 秋田テレビ株式会社と連携し、「AKT DREAM CHEERS’ supported by SHOWROOM」を始動[41]
- 2025年
  - 2月 - 南海放送株式会社と連携して、「RNBライバープロジェクト」を始動[42]。

## 番組ジャンル
番組ジャンルは、フリー、アイドル、タレント・モデル、ミュージック、声優・アニメ、お笑い・トーク、バーチャルのカテゴリに分けられ、特定の条件を満たすと人気、メンズ、カラオケ、ゲーム、誕生日にも分けられてオンライブ時に配信一覧に表示される。

### レギュラー
| 番組名               | 配信時間       | 出演者                |
| -------------------- | -------------- | --------------------- |
| 猫舌SHOWROOM         | 火 20時 - 22時 | 火曜・吉田豪          |
| 猫舌SHOWROOM         | 水 19時 - 21時 | 水曜・乃木坂46        |
| のぎおび⊿            | 月 - 金        | 乃木坂46              |
| 教えて、花便り       | 毎週木19時 -   | 山本杏奈=LOVE≠ME ≒JOY |
| のいみーのいみ。     | 毎週金19時 -   | ≠ME                   |
| 火曜はじょ〜いドン！ | 毎週火19時 -   | ≒JOY                  |

### 過去のレギュラー
| 番組名                         | 配信時間 | 備考 |
| ------------------------------ | -------- | ---- |
| AKB48の明日よろしく            | 月 - 金  |      |
| HKT48のヨカ×ヨカ!!             | 隔週平日 |      |
| NMB48のしゃべくりアワー        | 隔週平日 |      |
| 乃木坂46のオールナイトニッポン | 毎週水   |      |
| SKE48の栄ちんちこちん          | 隔週平日 |      |

### AKB48グループ

#### AKB48
「AKB48選抜総選挙」や「AKB48 紅白対抗歌合戦」の裏生配信や、選抜メンバー発表などのサプライズ発表特番も実施。個人配信を毎日継続しているメンバーも多数。大西桃香が全AKB48グループメンバーの中で最初に365日継続配信（まいにちアイドル）を達成した。AKB48のみならず姉妹グループでも生配信個人配信とも盛んに行われている。

### 坂道シリーズ

#### 乃木坂46
白石麻衣や松村沙友理、齋藤飛鳥などメンバーの写真集特番や坂道合同新規メンバー募集オーディションSHOWROOM部門を実施。

#### 櫻坂46(旧 欅坂46)
乃木坂46同様にメンバーの写真集特番や全国ツアー振り返り特番を実施。

#### 日向坂46(旧 けやき坂46)
新メンバーオーディションSHOWROOM部門を実施したこともあり、メンバーの個人配信も頻繁に実施される。また、グループの改名もSHOWROOMにて発表された。

#### 吉本坂46
2018年12月26日、デビューシングル「泣かせてくれよ」リリース記念特番

### その他

#### SUPER☆GiRLS
2016年に『スパガの超絶☆るーむ』を配信開始。特番を実施することもある。また、個人配信も盛んに行われている。2018年7月1日から同年11月4日まで新メンバーを決定する『SUPER☆GiRLS 超（スーパー）オーディション!!!!』を開催。SHOWROOMの他に、MBSラジオルート・FRESH LIVEルートの3ルートを通して審査が行われた。このオーディションに合格したメンバーがSUPER☆GiRLSの4期生であり、SHOWROOMルートから通過した石丸千賀と松本愛花は『超絶☆るーむ』内にて卒業を発表した。

#### IZ*ONE
2019年2月6日、1stシングル「好きと言わせたい」発売記念特番

#### ＝LOVE
2019年1月14日〜、「=LOVE」姉妹グループオーディションSHOWROOM部門

### フリー
会員登録すれば誰でも配信できるが、通常の一般ユーザーは『フリー』枠として【フリー】カテゴリ内で配信することになる。

### OFFICIAL（オフィシャル）
『OFFICIAL』アカウントを保有する配信者は、【フリー】以外のいずれか1つのカテゴリに所属して配信することになる。OFFICIALアカウントを取得するには以下のような手段がある。
- 芸能事務所など、法人が窓口となってアカウントを取得する
- 運営からのオファーを受けてアカウントを取得する
- 『フリー』枠の配信者が特定のイベントで好成績を挙げると、OFFICIALアカウントを獲得できる
- イベントによっては、参加期間中だけOFFICIAL枠で配信できるものがある

### カラオケ
「SHOWROOM」でのライブ配信中に「カラオケ」機能を使用すると、カラオケDAM収録曲のうち人気曲を検索して使用できる。
但しSHOWランクB4以下のフリーライバーは、カラオケイベント参加中以外使用できない。

### バーチャルジャニーズプロジェクト（VJP）
ジャニーズ事務所とSHOWROOMがタッグを組み、オリジナルのバーチャルキャラクターによる動画生配信を行う。第一弾としてジャニーズ初のバーチャルアイドルとして海堂飛鳥と苺谷星空がデビュー。関西ジャニーズJr.内のユニットなにわ男子の藤原丈一郎と大橋和也が演者（CV）を務める。プロデュースはSHOWROOM代表の前田裕二、キャラクターデザインはイラストレーターのヤマコが担当する。
楽曲に「弱虫達の世界征服」などがある。

## SHOWROOM AWARD
その年に配信したパフォーマーの中で、最もSHOWROOMを愛し、最も視聴者から愛されたパフォーマー（ベストSHOWROOMER）を決定するイベント。
- 2014年度 BEST SHOWROOMER つげものきもの
- 2015年度 BEST SHOWROOMER つげものきもの
- 2016年度 BEST SHOWROOMER まどかの部屋[44]
- 2017年度 最優秀賞 まなまる♪くろまる〇むらさきまる〇（永藤まな）
- 2018年度 最優秀賞 東菜摘
- 2019年度 最優秀賞 YuAhRa
- 2020年度 最優秀賞 渡邉歩咲
- 2021年度 ゴールドスター賞 Annaの空
- 2022年度 ゴールドスター賞 MAYA

### 2015年[45]
| 部門                     | 番組名         | パフォーマー                                                         |
| ------------------------ | -------------- | -------------------------------------------------------------------- |
| BEST SHOWROOMER          | つげものきもの | つげ                                                                 |
| コンテンツ賞最優秀表彰者 |                | 風男塾                                                               |
| 優秀コンテンツ賞         |                | アップアップガールズ（仮） @JAM THE WORLD jealkb GEM アイドリング!!! |
| アイドル部門             |                | 雪椿りお                                                             |
| タレント・モデル部門     |                | つげ                                                                 |
| ミュージック部門         |                | 宮森りこ                                                             |
| 声優・アニメ部門         |                | 葉月真衣                                                             |
| お笑い・トーク部門       |                | しまづん                                                             |
| SHOWROOM特別賞           |                | わーすた                                                             |

### 2016年
- 開催日：12月18日

| 部門                 | 番組名                             | パフォーマー                 |
| -------------------- | ---------------------------------- | ---------------------------- |
| 最優秀コンテンツ賞   | 風男塾のタワーナイン？             | 風男塾                       |
| BEST AKB PERFORMER   |                                    | 松井珠理奈 中井りか 野村奈央 |
| BEST SHOWROOMER      | まどかの部屋                       | まどか                       |
| アイドル部門         | 梅野せんり（福岡flavor）           | 梅野せんり                   |
| タレント・モデル部門 | 橘あやか♡                          | 橘あやか                     |
| ミュージック部門     | 岡井つばさのルーム                 | 岡井つばさ                   |
| 声優・アニメ部門     | おっさんじゃないよ。よっさんだよ。 | 美乃えり                     |
| お笑い・トーク部門   | まどかの部屋                       | まどか                       |
| アマチュア部門       | ♪Love♡Music♪                       | ♪nami♪                       |

### 2017年[46][47]
| 賞                 | 番組名                                                                                | パフォーマー               |
| ------------------ | ------------------------------------------------------------------------------------- | -------------------------- |
| 最優秀賞           | 🎹まなまる♪くろまる〇むらさきまる〇                                                   | 永藤まな                   |
| 優秀賞             | ゆあらのレモンの果汁でホッとひと息☆ MAYAのうた【11/29『永遠に』初CDメジャーリリース】 | YuAhRa MAYA                |
| AKB48賞            |                                                                                       | 大西桃香 中井りか 太田奈緒 |
| 最優秀コンテンツ賞 | マクロスがとまらない                                                                  |                            |
| 優秀コンテンツ賞   | ゾノカツ! 風男塾のタワーナイン？ スパガの超絶☆るーむ 山田邦子のなんなんでショウ       |                            |
| イベント成績優秀賞 | .                                                                                     |                            |
| 配信継続賞         | レッツらゴー♡あやのっち姫のシンデレラストーリー                                       | 藤方彩乃                   |
| 新人賞             | 秋田県産小麦 Let'sむぎむぎ～                                                          | 秋本小麦                   |
| 声優特別賞         |                                                                                       | 鴨池彩乃                   |

### 2018年
- 開催日：12月13日

| 賞              | 部門           | 番組名 | パフォーマー                 |
| --------------- | -------------- | ------ | ---------------------------- |
| 最優秀賞        |                |        | 東菜摘                       |
| 優秀賞          |                |        | 永藤まな YuAhRa MAYA cocona* |
| AKB48グループ賞 |                |        | 福田朱里 中井りか 中村歩加   |
| 特別賞          | 男性部門       |        | 玉川賢吾                     |
| 特別賞          | バーチャル部門 |        | 雛乃木まや                   |
| 特別賞          | お笑い部門     |        |                              |
| 特別賞          | 新人部門       |        | 武田雛歩                     |
| 特別賞          | 配信継続部門   |        | 鈴音ひとみ                   |
| SHOWROOM特別賞  | 男性部門       |        |                              |
| SHOWROOM特別賞  | 女性部門       |        | SUPER☆GiRLS                  |

### 2019年
| 賞                 | 部門 | 番組名 | パフォーマー                 |
| ------------------ | ---- | ------ | ---------------------------- |
| 最優秀賞           |      |        | YuAhRa                       |
| 特別賞             |      |        | インパルス堤下敦 東菜摘 Kuro |
| ベストドレッサー賞 |      |        | 大滝友梨亜                   |
| バーチャル賞       |      |        | しろねこ亭ねこすけ           |

### 2020年[51]
- 開催日：12月18日
- 事前に選出された年間表彰部門5人と、短期表彰部門3人が、制限時間内に「賞金を獲得したら何に使いたいか」をプレゼンし、審査員が話し合いによって、最優秀賞を決定する。
- 審査員
  - 年間表彰部門：カジサック、広瀬香美、前田裕二（SHOWROOM株式会社代表取締役社長）
  - 短期表彰部門：藤野良太、Carlos K.、円谷洋平（SHOWROOM株式会社事業推進部部長）

| 部門         | 賞       | パフォーマー             |
| ------------ | -------- | ------------------------ |
| 年間表彰部門 | 最優秀賞 | 渡邉歩咲                 |
| 年間表彰部門 | 優秀賞   | 後藤萌咲                 |
| 年間表彰部門 | 優秀賞   | MAYA                     |
| 年間表彰部門 | 準優秀賞 | 永藤まな                 |
| 年間表彰部門 | 準優秀賞 | RUNA                     |
| 短期表彰部門 | 最優秀賞 | †孤独の悪夢-ナイトメア-† |
| 短期表彰部門 | 優秀賞   | りぷ                     |
| 短期表彰部門 | 優秀賞   | Annaの空                 |

### 2021年[52]
| 部門                   | 賞                                       | 番組名                                          | パフォーマー             |
| ---------------------- | ---------------------------------------- | ----------------------------------------------- | ------------------------ |
| 最優秀トップランカー   | ゴールドスター賞                         | 3周メンバー募集中🤝🌈Annaの空⛱໒꒱· ﾟ            | Annaの空                 |
| 優秀トップランカー     | もっとも多くのファンに支えられたライバー | MAYA                                            |                          |
| 優秀トップランカー     | もっとも多くのチャレンジに挑んだライバー | ⏯🐼Runaar🐼⏯️デビューシングル冒険者のイントロ🎉 | Runaar                   |
| 優秀トップランカー     | もっとも多くファンの貢献を得たライバー   | Ωまめもっっっちの部屋Ω                          | まめもっっっち           |
| 優秀トップランカー     | もっともファンの熱量が高いライバー       | だんごちゃん                                    |                          |
| ネクストトップランカー | ネクストトップランカー                   | ひなちーーーっむ                                | ひなちーーーっむ         |
| ネクストトップランカー | ネクストトップランカー                   | NANA                                            |                          |
| ネクストトップランカー | ネクストトップランカー                   | 森岡耕之助                                      |                          |
| 年間特別賞             | グループ賞                               | 天仙                                            | 天仙                     |
| 年間特別賞             | 配信継続賞                               | 小島千明                                        | 小島千明                 |
| 年間特別賞             | 配信企画賞                               | †孤独の悪夢-ナイトメア-†                        | †孤独の悪夢-ナイトメア-† |
| 年間特別賞             | プレミアムライブ賞                       | 篠原夢                                          | 篠原夢                   |
| AKB48 グループ賞       | 最優秀賞パフォーマー                     | 高雄さやか                                      | 高雄さやか               |
| AKB48 グループ賞       | 受賞者                                   | 行天優莉奈                                      | 行天優莉奈               |
| AKB48 グループ賞       | 受賞者                                   | 平野百菜                                        |                          |
| AKB48 グループ賞       | 受賞者                                   | 早川夢菜                                        |                          |
| AKB48 グループ賞       | 受賞者                                   | 市村愛里                                        |                          |
| AKB48 グループ賞       | 受賞者                                   | 諸橋姫向                                        |                          |
| イコノイ賞             | イコノイ賞                               | 山本杏奈                                        | 山本杏奈                 |
| フレキャン・ミスサー賞 | FRESH CAMPUS CONTEST 2021 SHOWROOM賞     | 有賀怜香                                        | 有賀怜香                 |
| フレキャン・ミスサー賞 | MISS CIRCLE CONTEST 2021 SHOWROOM賞      | 古本かほり                                      | 古本かほり               |
| フレキャン・ミスサー賞 | フレキャン・ミスサー SHOWROOM特別賞      | 松本奈子                                        | 松本奈子                 |
| フレキャン・ミスサー賞 | フレキャン・ミスサー SHOWROOM特別賞      | 古川桜子                                        |                          |
| 短期部門賞             | ニュージェネレーションライバー賞         | とあのまったり配信                              |                          |
| 短期部門賞             | ニュージェネレーションライバー賞         | 清楚純粋アイドル147cmの深川史那ルーム           |                          |
| トップファン           | 最優秀トップファン総合1位                |                                                 | gaku                     |
| トップファン           | 優秀トップファン総合2位・3位             |                                                 | 名も無き仙人◢⁴⁶          |
| トップファン           | 優秀トップファン総合2位・3位             | おいたん@Miu❥                                   |                          |
| トップファン           | 星種賞                                   |                                                 | zaku                     |
| トップファン           | コメント賞                               |                                                 | KAZっち                  |

## 関連番組
2017年4月から2020年6月まで、TOKYO FMにてSHOWROOM株式会社代表取締役社長である前田裕二がパーソナリティを務めるラジオ番組『SHOWROOM主義』が放送されていた。
2020年9月からは、ニッポン放送で前田裕二のゼロイチがSHOWROOMと同時放送されている。